# راغنفالد غراف
راغنفالد غراف هو محامي نرويجي، ولد في 30 ديسمبر 1887، وتوفي في 30 يناير 1975.